# Rouzède
Rouzède är en kommun i departementet Charente i regionen Nouvelle-Aquitaine i västra Frankrike. Kommunen ligger  i kantonen Montbron som ligger i arrondissementet Angoulême. År 2022 hade Rouzède 232 invånare.

## Befolkningsutveckling
Antalet invånare i kommunen Rouzède
Referens:INSEE